# Science-Fiction-Jahr 1873
Übersicht

◄◄ | ◄ | 1869 | 1870 | 1871 | 1872 | Science-Fiction-Jahr 1873 | 1874 | 1875 | 1876 | 1877 | ► | ►►

Weitere Ereignisse

## Neuerscheinungen Literatur
| Deutscher Titel                     | Deutschsprachiges Erscheinungsjahr | Originaltitel                                  | Autor             | Anmerkungen |
| ----------------------------------- | ---------------------------------- | ---------------------------------------------- | ----------------- | ----------- |
| Die Deutschen und Engländer im Mond | –                                  | –                                              | Emilie del Bufalo |             |
| Reise um die Erde in 80 Tagen       | 1873                               | Le Tour du monde en quatre-vingts jours        | Jules Verne       |             |
| Das Land der Pelze                  | 1875                               | Le Pays des fourrures                          | Jules Verne       |             |
|                                     |                                    | By and By: An Historical Romance of the Future | Edward Maitland   |             |

## Geboren
- Maurice Ascher († 1965)
- Alexander Alexandrowitsch Bogdanow († 1928)
- Fritz Brehmer († 1952)
- Paul Busson († 1924)
- Joseph Delmont (Pseudonym von Josef Pollak; † 1935)
- Richard Frankfurter († 1953)
- Demeter Georgiewitz-Weitzer (Pseudonym G. W. Surya; † 1949)
- Christian Stephan Grotewold
- Paul Keller († 1932)
- Otto Lehmann-Rußbüldt († 1964)
- Hugo Riekes († 1931)
- Oskar A. H. Schmitz († 1931)
- Bartholomäus Widmayer († 1931)
- Heinrich Wirth († 1916)